# 임천 이씨
임천 이씨(林川李氏)는 충청남도 부여군 임천면을 본관으로 하는 한국의 성씨이다. 시조 이현(李玄)은 본래 위구르 사람인데, 홍건적의 난을 피해 고려에 들어와 정착하였다.

## 연원
이현(李玄: 미상~1415년 11월 25일(음력 10월 24일))은 본래 위구르 사람으로, 1286년(충렬왕 12년)에 제국대장공주를 따라 들어온 백안(伯顔)의 증손이다. 고향은 몽골과 러시아 국경 지역에 있는 설련하(셀렝가)라고 한다. 이현(李玄)은 고려 공양왕 때 명나라 남경(南京)을 다녀온 공으로 구마(廐馬) 1필을 상으로 받았다. 통역(通譯)에 공이 있어 왕이 임주(林州: 현 충청남도 부여군 임천면)를 본관으로 하사했다.

## 근원
위구르는 중앙아시아의 투르크계 민족으로 현재 중국의 신장 웨이우얼 자치구와 중앙아시아에 살고 있는 민족이라고 한다. 주요 지역은 설련하(셀렝가)이다. 덕수 장씨 시조 장순룡(張舜龍), 경주 설씨 시조 설손(偰遜)은 위구르 사람으로 설련하 출신이다. 돌궐, 몽골족, 아랍인, 이슬람, 중국인 등과 고대부터 살았고, 청조에는 만주족도 정착하였다.

## 같이 보기
- 설련하, 셀렝가
- 위구르족
- 위구르 제국
- 신장 위구르 자치구
- 경주 설씨 (설손)
- 덕수 장씨